# Abelsnaaf
Abelsnaaf ist ein Ortsteil von Marialinden in der Stadt Overath im Rheinisch-Bergischen Kreis in Nordrhein-Westfalen, Deutschland.

## Lage und Beschreibung
Der landwirtschaftlich geprägte Ortsteil Abelsnaaf liegt zwischen Federath, Schommelsnaaf und  dem kleinen Siebelsnaaf an der Grenze zum Rhein-Sieg-Kreis. Er ist am besten von Marialinden aus über die Landesstraße 360 zu erreichen, der alten Brüderstraße. In Abelsnaaf vereinigen sich der westliche  und der östliche Quellbach zum weitgehend naturbelassenen Naafbach, der in die Agger mündet. Der Naafbach speist sich auch aus vielen unterirdischen Quellen. Vor allem die ausgedehnten Feuchtgebiete der Gegend mit ihrer besonderen Pflanzen- und Tierwelt stehen unter Naturschutz und werden naturräumlich zum Marialinder Riedelland gezählt.

## Geschichte
Der Bachname Naaf, im 13. Jahrhundert als de Nafe, 1555 als die Nave genannt, ist ein Flussnamenwort indogermanischer Herkunft, dessen Wurzel im Deutschen nicht nachweisbar ist. Die Bedeutung scheint neutral Fluss zu sein und ist mit griech. nao (= fließe), lat. nato (= schwimme), navis (= Schiff) verwandt. Das Bestimmungswort Abels leitet sich vermutlich von einem Personennamen Abel ab.

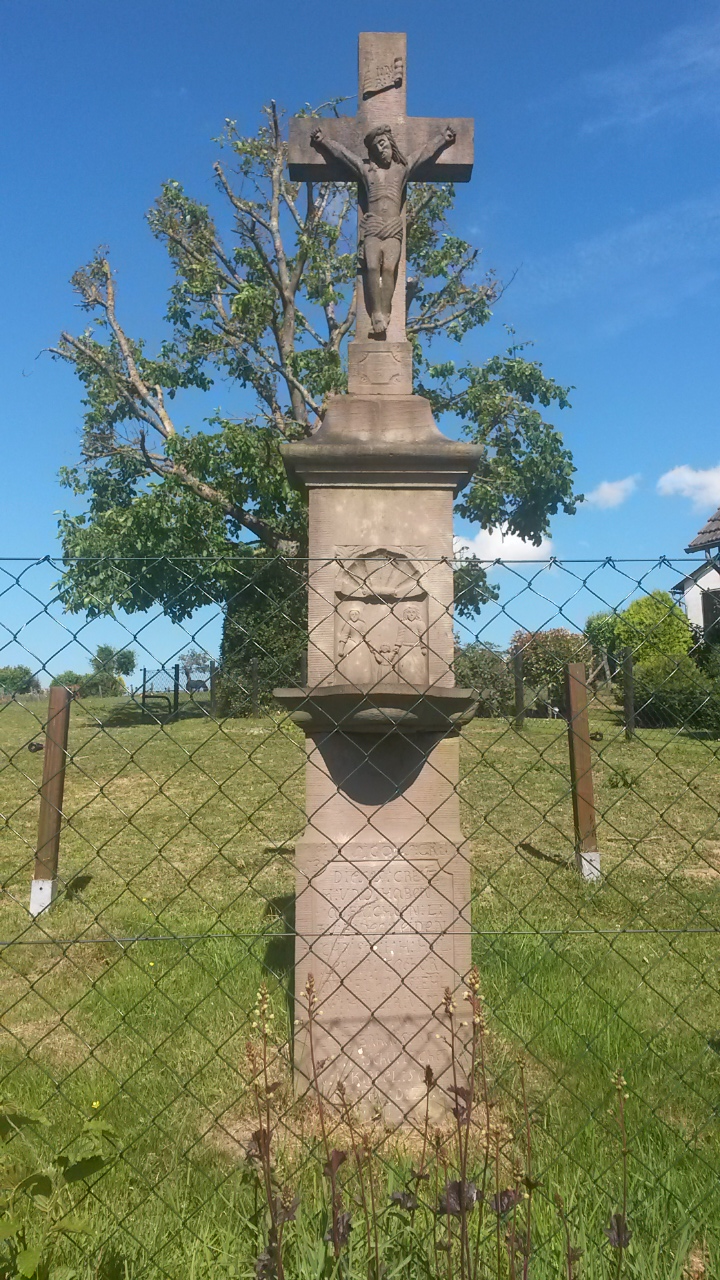
2,60 Meter hohes Sandstein-Wegekreuz von 1796

Die Topographia Ducatus Montani des Erich Philipp Ploennies, Blatt Amt Steinbach, belegt, dass der Wohnplatz bereits 1715 vier Hofstellen besaß, die als Abels Naf beschriftet sind. Carl Friedrich von Wiebeking benennt die Hofschaft auf seiner Charte des Herzogthums Berg 1789 als Abelsnaf. Aus ihr geht hervor, dass der Ort zu dieser Zeit Teil der Honschaft Oderscheid im Kirchspiel Overath war.
Der Ort ist auf der Topographischen Aufnahme der Rheinlande von 1825 als Abels-Naaf verzeichnet. Die Preußische Uraufnahme von 1845 zeigt den Wohnplatz unter dem Namen Abbelsnaf. Ab der Preußischen Neuaufnahme von 1892 ist der Ort auf Messtischblättern regelmäßig als Abelsnaaf verzeichnet.
1822 lebten 26 Menschen im als Hof und Mühle kategorisierten Ort, der nach dem Zusammenbruch der napoleonischen Administration und deren Ablösung zur Bürgermeisterei Overath im Kreis Mülheim am Rhein gehörte und Abelsnafen genannt wurde. Für das Jahr 1830 werden für den als Hof mit Mühle bezeichneten Ort 30 Einwohner angegeben. Der 1845 laut der Uebersicht des Regierungs-Bezirks Cöln als Abelsnaf bezeichnete und als Dorf kategorisierte Ort besaß zu dieser Zeit 10 Wohngebäude mit 58 Einwohnern, alle katholischen Bekenntnisses. Die Gemeinde- und Gutbezirksstatistik der Rheinprovinz führt Abelsnaaf 1871 mit 15 Wohnhäusern und 62 Einwohnern auf. Im Gemeindelexikon für die Provinz Rheinland von 1888 werden für Abelsnaaf 15 Wohnhäuser mit 64 Einwohnern angegeben. 1895 besitzt der Ort elf Wohnhäuser mit 68 Einwohnern und gehörte konfessionell zum katholischen Kirchspiel Marialinden, 1905 werden elf Wohnhäuser und 55 Einwohner angegeben.